# Jamesonia setulosa
Jamesonia setulosa là một loài dương xỉ trong họ Pteridaceae. Loài này được Hieron. Christenh. mô tả khoa học đầu tiên năm 2011.